# John Guckenheimer
John Mark Guckenheimer (né le 26 septembre 1945) est un mathématicien américain.

## Biographie
Il rejoint le département de mathématiques de l'Université Cornell en 1985. Il est auparavant à l'Université de Californie à Santa Cruz (1973-1985). Il est boursier Guggenheim en 1984 et est élu président de la Society for Industrial and Applied Mathematics (SIAM) et est président de 1997 à 1998. Guckenheimer obtient son BA de l'Université Harvard en 1966 et son doctorat de l'Université de Californie à Berkeley en 1970, sous la direction de Stephen Smale.
Son livre Nonlinear Oscillations, Dynamical Systems and Bifurcation of Vector Fields (avec Philip Holmes) est un ouvrage largement cité sur les systèmes dynamiques.

## Recherches
Ses recherches se concentrent sur trois domaines - les neurosciences, les algorithmes pour les orbites périodiques et la dynamique dans les systèmes à plusieurs échelles de temps.
Guckenheimer étudie des modèles dynamiques d'un petit système neuronal, le ganglion stomatogastrique des crustacés - essayant d'en savoir plus sur la neuromodulation, la manière dont la sortie rythmique du STG est modifiée par des entrées chimiques et électriques.
Utilisant la différenciation automatique, Guckenheimer construit une nouvelle famille d'algorithmes qui calculent directement les orbites périodiques. Ses recherches dans ce domaine tentent de calculer automatiquement les bifurcations d'orbites périodiques ainsi que de "générer des preuves informatiques rigoureuses des propriétés qualitatives des systèmes dynamiques calculés numériquement".
Les recherches de Guckenheimer dans ce domaine visent à "étendre la théorie qualitative des systèmes dynamiques pour l'appliquer aux systèmes à plusieurs échelles de temps". Des exemples de systèmes à plusieurs échelles de temps comprennent les systèmes neuronaux et les contrôleurs de commutation.
Les recherches de Guckenheimer portent aussi sur le développement de méthodes informatiques utilisées dans les études de systèmes non linéaires. Il supervise le développement de DsTool, un laboratoire logiciel interactif pour l'étude des systèmes dynamiques.
Il est boursier SIAM en 2009. En 2012, il devient membre de l'American Mathematical Society. Il remporte un Prix Leroy P. Steele en 2013 pour son livre (co-écrit avec Philip Holmes) et il donne la conférence Moser en mai 2015.